# شهرستان بیوت (کالیفرنیا)
شهرستان بوت شهرستانی در دره مرکزی شمال مرکز ایالت کالیفرنیا، ساکرامنتو در آمریکا می‌باشد.

برابر با سرشماری سال ۲۰۰۰ جمعیت این شهرستان معادل ۲۰۳٬۱۷۱ نفر می‌باشد و برآورد سال ۲۰۱۰ جمعیت را ۲۲۰٬۰۰۰ نفر نشان می‌دهد. 
بخشداری آن اوروویل می‌باشد. شهرستان بوت «سرزمین ثروت‌های طبیعی و زیبایی» می‌باشد.

رودخانه‌های فدر و ساکرامنتو در این شهرستان جریان دارند. 
بوت کرک و بیگ چیکو کرک جریان‌های همیشگی هستند که از ساکرامنتو منشعب می‌شوند. 
آبشار فدر فال ششمین آبشار بزرگ ایالت متحده نیز در این شهرستان قراردارد. 
در این شهرستان دانشگاه ایالتی کالیفرنیا، چیکو و کالج منطقه‌ای بوت قراردارند.